# Fläckdvärgspett
Fläckdvärgspett (Picumnus innominatus) är en fågel i familjen hackspettar inom ordningen hackspettartade fåglar, den enda i släktet Picumnus som förekommer i Asien.

## Kännetecken

### Utseende
Fläckdvärgspetten är en omisskännlig mycket liten (9-10,5 cm) hackspett med kort stjärt. Huvudet är pregnant tecknad med olivgrått på hjässa, örontäckare och submustaschstreck samt vitt ögonbrynsstreck och mustaschstreck. Ovansidan är olivgrön med vitt på stjärtens mitt, medan undersidan är vitaktig med tydliga svarta fläckar och band. Hanen har också svartfläckigt rostbeige panna.

### Läten
Revirlätet är ett ljust "ti-ti-ti-ti-ti" och en högljudd, metallisk trumning. Bland övriga läten hörs gnissliga "sik-sik-sik" och vassa "tit".

## Utbredning och systematik
Fläckdvärgspett delas in i tre underarter med följande utbredning:
- Picumnus innominatus innominatus – förekommer i nordöstra Afghanistan och norra Pakistan till norra Indien, Nepal och sydöstra Tibet
- Picumnus innominatus malayorum – förekommer på Indiska halvön och nordöstra Indien till sydvästra Kina, Indokina, Sumatra och norra Borneo
- Picumnus innominatus chinensis – förekommer i centrala, östra och södra Kina (från Sichuan till Jiangsu)

Tillfälligt har den påträffats i Hong Kong.

### Släktestillhörighet
Fläckdvärgspetten har av vissa placerats i det egna släktet Vivia på basis av det enorma geografiska avståndet till övriga arter i släktet Picumnus som förekommer i Central- och Sydamerika. Rent utseendemässigt är den dock relativt lik och DNA-studier visar att den är försvånsvärt nära släkt med de övriga.

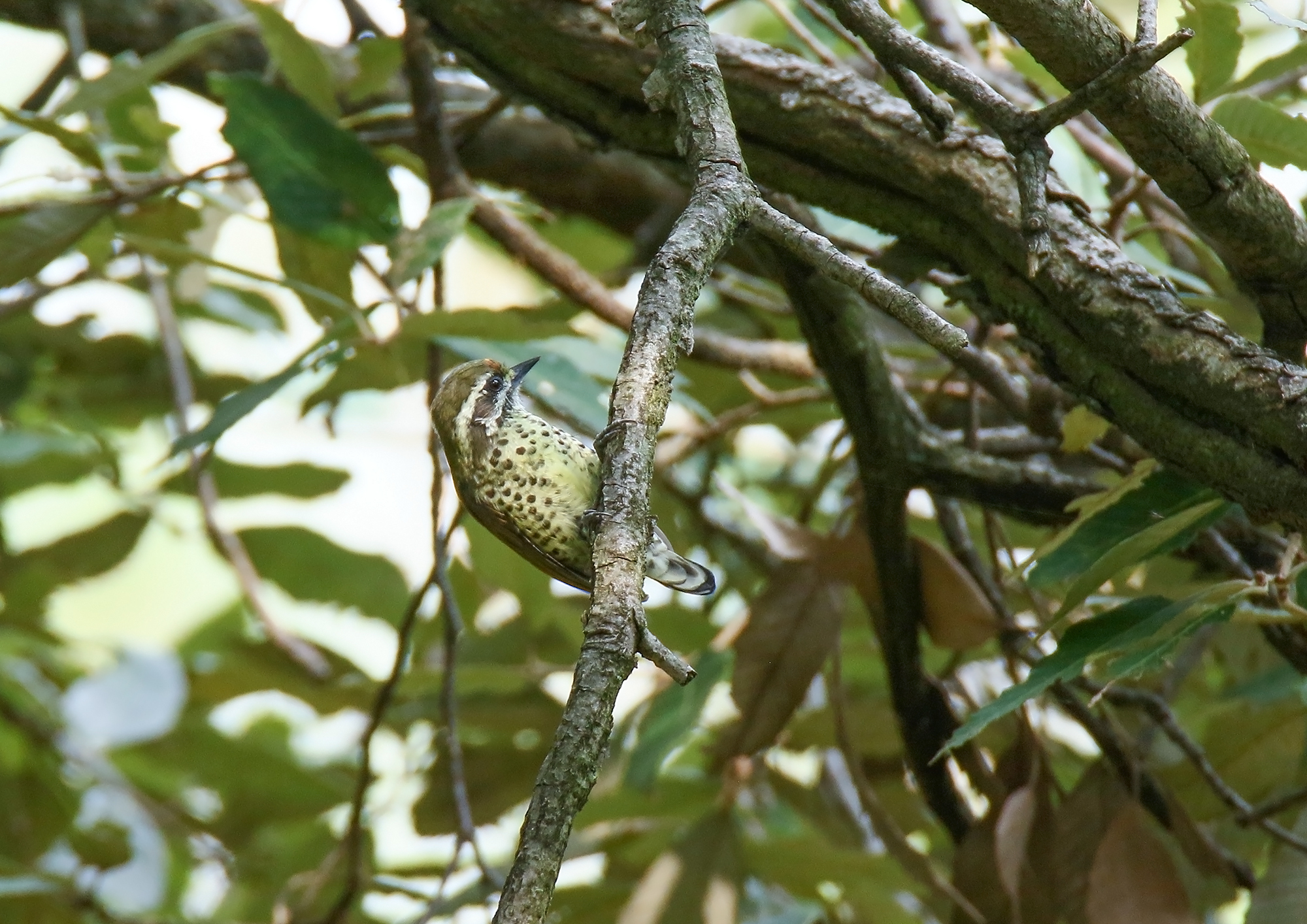

## Levnadssätt
Fläckdvärgspetten hittas i städsegrön och blandad skog, inklusive ungskog och bambu, upp till 1830 meters höjd, på Malackahalvön mellan 915 och 1370 meter över havet. Den ses ofta i blandade artgrupper, födosökande efter insekter, framför allt myror men även mätarlarver, vivlar och långhorningar. Arten är stannfågel.

### Häckning
Fågeln häckar mellan januari och maj. Hanen uppvaktar genom att cirkla runt honan och följa efter henne utmed grenarna. Båda könen hjälps åt att hacka ut boet i bambu eller ett lågt träd, ett till fem meter ovan mark. Däri lägger honan två till fyra glansigt vita ägg.
Jan–May. Male displays by circling around mate and pursuing her around branch. Nest excavated by both sexes, at 1–5 m,..Diet consists of insects and their larvae, especially ants, but also geometrid caterpillars, weevils (Curculionidae) and longhorn beetles

## Status och hot
Arten har ett stort utbredningsområde och en stor population, men tros minska i antal till följd av habitatförlust, dock inte tillräckligt kraftigt för att den ska betraktas som hotad. Internationella naturvårdsunionen IUCN kategoriserar därför arten som livskraftig (LC). Världspopulationen har inte uppskattats men den beskrivs som ganska vanlig till vanlig genom stora delar av utbredningsområdet.

## Namn
På svenska har fågeln även kallats grönvit dvärgspett.